# Campiones de dobles femenins del Torneig de Wimbledon
La competició de dobles femenins al Torneig de Wimbledon se celebra des de l'any 1913, trenta-sis anys després de la seva creació, el 1877. Les vencedores dels dobles reben un copa de plata com a premi i 450.000£ (2018).

## Palmarès

### Era amateur
| Any  | Vencedores                                     | Finalistes                                     | Resultat                                       |
| ---- | ---------------------------------------------- | ---------------------------------------------- | ---------------------------------------------- |
| 1913 | Dora Boothby Winifred McNair                   | Dorothea Lambert Charlotte Cooper              | 4−6, 2−4, retirada                             |
| 1914 | Agnes Morton Elizabeth Ryan                    | Edith Hannam Ethel Thomson                     | 6−1, 6−3                                       |
| 1915 | Sense competició per la Primera Guerra Mundial | Sense competició per la Primera Guerra Mundial | Sense competició per la Primera Guerra Mundial |
| 1916 | Sense competició per la Primera Guerra Mundial | Sense competició per la Primera Guerra Mundial | Sense competició per la Primera Guerra Mundial |
| 1917 | Sense competició per la Primera Guerra Mundial | Sense competició per la Primera Guerra Mundial | Sense competició per la Primera Guerra Mundial |
| 1918 | Sense competició per la Primera Guerra Mundial | Sense competició per la Primera Guerra Mundial | Sense competició per la Primera Guerra Mundial |
| 1919 | Suzanne Lenglen Elizabeth Ryan                 | Dorothea Lambert Ethel Thomson                 | 4−6, 7−5, 6−3                                  |
| 1920 | Suzanne Lenglen Elizabeth Ryan                 | Dorothea Lambert Ethel Thomson                 | 6−4, 6−0                                       |
| 1921 | Suzanne Lenglen Elizabeth Ryan                 | Winifred Beamish Irene Bowder Peacock          | 6−1, 6−2                                       |
| 1922 | Suzanne Lenglen Elizabeth Ryan                 | Kathleen McKane Margaret McKane                | 6−0, 6−4                                       |
| 1923 | Suzanne Lenglen Elizabeth Ryan                 | Joan Austin Evelyn Colyer                      | 6−3, 6−1                                       |
| 1924 | Hazel H. Wightman Helen Wills                  | Phyllis Covell Kathleen McKane                 | 6−4, 6−4                                       |
| 1925 | Suzanne Lenglen Elizabeth Ryan (6)             | A.V. Bridge Mary McIlquham                     | 6−2, 6−2                                       |
| 1926 | Mary Kendall Browne Elizabeth Ryan             | Evelyn Colyer Kathleen McKane                  | 6−1, 6−1                                       |
| 1927 | Elizabeth Ryan Helen Wills                     | Irene Bowder Peacock Bobbie Heine              | 6−3, 6−2                                       |
| 1928 | Peggy Saunders Phoebe Watson                   | Eileen Bennett Ermyntrude Harvey               | 6−2, 6−3                                       |
| 1929 | Peggy Saunders Phoebe Watson (2)               | Phyllis Covell Dorothy Shepherd                | 6−4, 8−6                                       |
| 1930 | Elizabeth Ryan Helen Wills (2)                 | Edith Cross Sarah Palfrey Cooke                | 6−2, 9−7                                       |
| 1931 | Phyllis Mudford Dorothy Shepherd               | Doris Metaxa Josane Sigart                     | 3−6, 6−3, 6−4                                  |
| 1932 | Doris Metaxa Josane Sigart                     | Elizabeth Ryan Helen Hull Jacobs               | 6−4, 6−3                                       |
| 1933 | Simone Mathieu Elizabeth Ryan                  | Freda James Billie Yorke                       | 6−2, 9−11, 6−4                                 |
| 1934 | Simone Mathieu Elizabeth Ryan (2)              | Dorothy Andrus Sylvie Jung Henrotin            | 6−3, 6−3                                       |
| 1935 | Freda James Kay Stammers                       | Hilde Krahwinkel Simone Mathieu                | 6−1, 6−4                                       |
| 1936 | Freda James Kay Stammers (2)                   | Helen Hull Jacobs Sarah Palfrey Cooke          | 6−2, 6−1                                       |
| 1937 | Simone Mathieu Billie Yorke                    | Phyllis Mudford King Elsie Goldsack Pitman     | 6−3, 6−3                                       |
| 1938 | Alice Marble Sarah Palfrey Cooke               | Simone Mathieu Billie Yorke                    | 6−2, 6−3                                       |
| 1939 | Alice Marble Sarah Palfrey Cooke (2)           | Helen Hull Jacobs Billie Yorke                 | 6−1, 6−0                                       |
| 1940 | Sense competició per la Segona Guerra Mundial  | Sense competició per la Segona Guerra Mundial  | Sense competició per la Segona Guerra Mundial  |
| 1941 | Sense competició per la Segona Guerra Mundial  | Sense competició per la Segona Guerra Mundial  | Sense competició per la Segona Guerra Mundial  |
| 1942 | Sense competició per la Segona Guerra Mundial  | Sense competició per la Segona Guerra Mundial  | Sense competició per la Segona Guerra Mundial  |
| 1943 | Sense competició per la Segona Guerra Mundial  | Sense competició per la Segona Guerra Mundial  | Sense competició per la Segona Guerra Mundial  |
| 1944 | Sense competició per la Segona Guerra Mundial  | Sense competició per la Segona Guerra Mundial  | Sense competició per la Segona Guerra Mundial  |
| 1945 | Sense competició per la Segona Guerra Mundial  | Sense competició per la Segona Guerra Mundial  | Sense competició per la Segona Guerra Mundial  |
| 1946 | Louise Brough Margaret Osborne                 | Pauline Betz Doris Hart                        | 6−3, 2−6, 6−3                                  |
| 1947 | Patricia Canning Todd Doris Hart               | Louise Brough Margaret Osborne                 | 3−6, 6−4, 7−5                                  |
| 1948 | Louise Brough Margaret Osborne                 | Patricia Canning Todd Doris Hart               | 6−3, 3−6, 6−3                                  |
| 1949 | Louise Brough Margaret Osborne                 | Patricia Canning Todd Gertrude Moran           | 8−6, 7−5                                       |
| 1950 | Louise Brough Margaret Osborne                 | Shirley Fry Doris Hart                         | 6−4, 5−7, 6−1                                  |
| 1951 | Shirley Fry Doris Hart                         | Louise Brough Margaret Osborne                 | 6−3, 13−11                                     |
| 1952 | Shirley Fry Doris Hart                         | Louise Brough Maureen Connolly                 | 8−6, 6−3                                       |
| 1953 | Shirley Fry Doris Hart (3)                     | Maureen Connolly Julie Ann Sampson             | 6−0, 6−0                                       |
| 1954 | Louise Brough Margaret Osborne (5)             | Shirley Fry Doris Hart                         | 4−6, 9−7, 6−3                                  |
| 1955 | Angela Mortimer Anne Shilcock                  | Shirley Bloomer Patricia Ward                  | 7−5, 6−1                                       |
| 1956 | Angela Buxton Althea Gibson                    | Fay Muller Daphne Seeney                       | 6−1, 8−6                                       |
| 1957 | Althea Gibson Darlene Hard                     | Mary Bevis Thelma Coyne Long                   | 6−1, 6−2                                       |
| 1958 | Maria Bueno Althea Gibson                      | Margaret Osborne Margaret Varner Bloss         | 6−3, 7−5                                       |
| 1959 | Jeanne Arth Darlene Hard                       | Beverly Baker Fleitz Christine Truman          | 2−6, 6−2, 6−3                                  |
| 1960 | Maria Bueno Darlene Hard                       | Sandra Reynolds Renee Schuurman                | 6−4, 6−0                                       |
| 1961 | Karen Hantze Billie Jean King                  | Jan Lehane Margaret Smith                      | 6−3, 6−4                                       |
| 1962 | Karen Hantze Billie Jean King (2)              | Sandra Reynolds Renee Schuurman                | 5−7, 6−3, 7−5                                  |
| 1963 | Maria Bueno Darlene Hard (2)                   | Robyn Ebbern Margaret Smith                    | 8−6, 9−7                                       |
| 1964 | Lesley Bowrey Margaret Smith                   | Karen Hantze Billie Jean King                  | 7−5, 6−2                                       |
| 1965 | Maria Bueno Billie Jean King                   | Françoise Durr Jeanine Lieffrig                | 6−2, 7−5                                       |
| 1966 | Maria Bueno Nancy Richey                       | Margaret Smith Judy Tegart                     | 6−3, 4−6, 6−4                                  |
| 1967 | Rosemary Casals Billie Jean King               | Maria Bueno Nancy Richey                       | 9−11, 6−4, 6−2                                 |

### Era Open
| Any  | Vencedores                                        | Finalistes                                        | Resultat                                          |
| ---- | ------------------------------------------------- | ------------------------------------------------- | ------------------------------------------------- |
| 1968 | Rosemary Casals Billie Jean King                  | Françoise Durr Ann Haydon                         | 3−6, 6−4, 7−5                                     |
| 1969 | Margaret Smith Court Judy Tegart                  | Patti Hogan-Fordyce Peggy Michel                  | 9−7, 6−2                                          |
| 1970 | Rosemary Casals Billie Jean King                  | Françoise Durr Virginia Wade                      | 6−2, 6−3                                          |
| 1971 | Rosemary Casals Billie Jean King                  | Evonne Goolagong Margaret Smith Court             | 6−3, 6−2                                          |
| 1972 | Billie Jean King Betty Stöve                      | Françoise Durr Judy Tegart                        | 6−2, 4−6, 6−3                                     |
| 1973 | Rosemary Casals Billie Jean King (5)              | Françoise Durr Betty Stöve                        | 6−1, 4−6, 7−5                                     |
| 1974 | Evonne Goolagong Peggy Michel                     | Helen Gourlay Karen Krantzcke                     | 2−6, 6−4, 6−3                                     |
| 1975 | Ann Kiyomura Kazuko Sawamatsu                     | Françoise Durr Betty Stöve                        | 7−5, 1−6, 7−5                                     |
| 1976 | Chris Evert Martina Navrátilová                   | Billie Jean King Betty Stöve                      | 6−1, 3−6, 7−5                                     |
| 1977 | Helen Gourlay Cawley Joanne Russell               | Martina Navrátilová Betty Stöve                   | 6−3 6−3                                           |
| 1978 | Kerry Reid Wendy Turnbull                         | Mima Jaušovec Virginia Ruzici                     | 4−6, 9−8, 6−3                                     |
| 1979 | Billie Jean King Martina Navrátilová              | Betty Stöve Wendy Turnbull                        | 5−7, 6−3, 6−2                                     |
| 1980 | Kathy Jordan Anne Smith                           | Rosemary Casals Wendy Turnbull                    | 4−6, 7−5, 6−1                                     |
| 1981 | Martina Navrátilová Pam Shriver                   | Kathy Jordan Anne Smith                           | 6−3, 7−6                                          |
| 1982 | Martina Navrátilová Pam Shriver                   | Kathy Jordan Anne Smith                           | 6−3, 6−2                                          |
| 1983 | Martina Navrátilová Pam Shriver                   | Rosemary Casals Wendy Turnbull                    | 6−4, 6−3, 6−4                                     |
| 1984 | Martina Navrátilová Pam Shriver                   | Kathy Jordan Anne Smith                           | 6−3, 6−4                                          |
| 1985 | Kathy Jordan Elizabeth Smylie                     | Martina Navrátilová Pam Shriver                   | 5−7, 6−3, 6−4                                     |
| 1986 | Martina Navrátilová Pam Shriver (5)               | Hana Mandlíková Wendy Turnbull                    | 6−1, 6−3                                          |
| 1987 | Claudia Kohde Kilsch Helena Suková                | Betsy Nagelsen Elizabeth Smylie                   | 7−5, 7−5                                          |
| 1988 | Steffi Graf Gabriela Sabatini                     | Larisa Neiland Nataixa Zvéreva                    | 6−3, 1−6, 12−10                                   |
| 1989 | Jana Novotná Helena Suková                        | Larisa Neiland Nataixa Zvéreva                    | 6−1, 6−2                                          |
| 1990 | Jana Novotná Helena Suková (2)                    | Kathy Jordan Elizabeth Smylie                     | 6−4, 6−1                                          |
| 1991 | Larisa Neiland Nataixa Zvéreva                    | Gigi Fernández Jana Novotná                       | 6−4, 3−6, 8−6                                     |
| 1992 | Gigi Fernández Nataixa Zvéreva                    | Jana Novotná Larisa Neiland                       | 6−4, 6−1                                          |
| 1993 | Gigi Fernández Nataixa Zvéreva                    | Jana Novotná Larisa Neiland                       | 6−4, 6−7, 6−4                                     |
| 1994 | Gigi Fernández Nataixa Zvéreva                    | Jana Novotná Arantxa Sánchez Vicario              | 6−4, 6−1                                          |
| 1995 | Jana Novotná Arantxa Sánchez Vicario              | Gigi Fernández Nataixa Zvéreva                    | 5−7, 7−5, 6−4                                     |
| 1996 | Martina Hingis Helena Suková                      | Meredith McGrath Larisa Neiland                   | 5−7, 7−5, 6−1                                     |
| 1997 | Gigi Fernández Nataixa Zvéreva (4)                | Nicole Arendt Manon Bollegraf                     | 7−6, 6−4                                          |
| 1998 | Martina Hingis Jana Novotná                       | Lindsay Davenport Nataixa Zvéreva                 | 6−3, 3−6, 8−6                                     |
| 1999 | Lindsay Davenport Corina Morariu                  | Mariaan de Swardt Olena Tatarkova                 | 6−4, 6−4                                          |
| 2000 | Serena Williams Venus Williams                    | Julie Halard Ai Sugiyama                          | 6−3, 6−4, 6−1                                     |
| 2001 | Lisa Raymond Rennae Stubbs                        | Kim Clijsters Ai Sugiyama                         | 6−4, 6−3                                          |
| 2002 | Serena Williams Venus Williams                    | Virginia Ruano Pascual Paola Suárez               | 6−2, 7−5                                          |
| 2003 | Kim Clijsters Ai Sugiyama                         | Virginia Ruano Pascual Paola Suárez               | 6−4, 6−4                                          |
| 2004 | Cara Black Rennae Stubbs                          | Liezel Huber Ai Sugiyama                          | 6−3, 7−6                                          |
| 2005 | Cara Black Liezel Huber                           | Svetlana Kuznetsova Amélie Mauresmo               | 6−2, 6−1                                          |
| 2006 | Zheng Jie Yan Zi                                  | Virginia Ruano Pascual Paola Suárez               | 6−3, 3−6, 6−2                                     |
| 2007 | Cara Black Liezel Huber (2)                       | Katarina Srebotnik Ai Sugiyama                    | 3−6, 6−3, 6−2                                     |
| 2008 | Serena Williams Venus Williams                    | Lisa Raymond Samantha Stosur                      | 6−2, 6−2                                          |
| 2009 | Serena Williams Venus Williams                    | Samantha Stosur Rennae Stubbs                     | 7−6(4), 6−4                                       |
| 2010 | Vania King Iaroslava Xvédova                      | Ielena Vesninà Vera Zvonariova                    | 7−6(6), 6−2                                       |
| 2011 | Květa Peschke Katarina Srebotnik                  | Sabine Lisicki Samantha Stosur                    | 6−3, 6−1                                          |
| 2012 | Serena Williams Venus Williams                    | Andrea Hlavacková Lucie Hradecká                  | 7−5, 6−4                                          |
| 2013 | Hsieh Su-wei Peng Shuai                           | Ashleigh Barty Casey Dellacqua                    | 7−6(1), 6−1                                       |
| 2014 | Sara Errani Roberta Vinci                         | Timea Babos Kristina Mladenovic                   | 6−1, 6−3                                          |
| 2015 | Martina Hingis Sania Mirza                        | Iekaterina Makàrova Ielena Vesninà                | 5−7, 7−6(4), 7−5                                  |
| 2016 | Serena Williams Venus Williams (6)                | Timea Babos Iaroslava Xvédova                     | 6−3, 6−4                                          |
| 2017 | Iekaterina Makàrova Ielena Vesninà                | Chan Hao-ching Monica Niculescu                   | 6−0, 6−0                                          |
| 2018 | Barbora Krejčíková Kateřina Siniaková             | Nicole Melichar Květa Peschke                     | 6−4, 4−6, 6−0                                     |
| 2019 | Hsieh Su-wei Barbora Strýcová                     | Gabriela Dabrowski Xu Yifan                       | 6−2, 6−4                                          |
| 2020 | Torneig suspès a causa de la pandèmia de COVID-19 | Torneig suspès a causa de la pandèmia de COVID-19 | Torneig suspès a causa de la pandèmia de COVID-19 |
| 2021 | Hsieh Su-wei Elise Mertens                        | Veronika Kudermétova Ielena Vesninà               | 3−6, 7−5, 9−7                                     |
| 2022 | Barbora Krejčíková Kateřina Siniaková (2)         | Elise Mertens Zhang Shuai                         | 6−2, 6−4                                          |
| 2023 | Hsieh Su-wei Barbora Strýcová (2)                 | Elise Mertens Storm Hunter                        | 7−5, 6−4                                          |
| 2024 | Kateřina Siniaková Taylor Townsend                | Gabriela Dabrowski Erin Routliffe                 | 7−6(5), 7−6(1)                                    |
| 2025 | Veronika Kudermétova Elise Mertens                | Hsieh Su-wei Jeļena Ostapenko                     | 3−6, 6−2, 6−4                                     |

## Estadístiques

### Campiones múltiples (parelles)
| Tennistes en actiu |

| Tennistes                             | Era amateur | Era Open | Total | Anys                               |
| ------------------------------------- | ----------- | -------- | ----- | ---------------------------------- |
| Suzanne Lenglen Elizabeth Ryan        | 6           | 0        | 6     | 1919, 1920, 1921, 1922, 1923, 1925 |
| Serena Williams Venus Williams        | 0           | 6        | 6     | 2000, 2002, 2008, 2009, 2012, 2016 |
| Louise Brough Margaret Osborne        | 5           | 0        | 5     | 1946, 1947, 1948, 1950, 1954       |
| Rosemary Casals Billie Jean King      | 1           | 4        | 5     | 1967, 1968, 1970, 1971, 1973       |
| Martina Navrátilová Pam Shriver       | 0           | 5        | 5     | 1981, 1982, 1983, 1984, 1986       |
| Gigi Fernández / Nataixa Zvéreva      | 0           | 4        | 4     | 1992, 1993, 1994, 1997             |
| Shirley Fry Doris Hart                | 3           | 0        | 3     | 1951, 1952, 1953                   |
| Peggy Saunders Phoebe Watson          | 2           | 0        | 2     | 1928, 1929                         |
| Elizabeth Ryan Helen Wills            | 2           | 0        | 2     | 1927, 1930                         |
| Simone Mathieu Elizabeth Ryan         | 2           | 0        | 2     | 1933, 1934                         |
| Freda James Kay Stammers              | 2           | 0        | 2     | 1935, 1936                         |
| Alice Marble Sarah Palfrey Cooke      | 2           | 0        | 2     | 1938, 1939                         |
| Karen Hantze Billie Jean King         | 2           | 0        | 2     | 1961, 1962                         |
| Maria Bueno Darlene Hard              | 2           | 0        | 2     | 1958, 1960                         |
| Jana Novotná · Helena Suková          | 0           | 2        | 2     | 1989, 1990                         |
| Cara Black Liezel Huber               | 0           | 2        | 2     | 2005, 2007                         |
| Barbora Krejčíková Kateřina Siniaková | 0           | 2        | 2     | 2018, 2022                         |
| Hsieh Su-wei Barbora Strýcová         | 0           | 2        | 2     | 2019, 2023                         |

### Campiones múltiples (individual)
| Tennistes en actiu |

| Tennista              | Era Amateur | Era Open | Total | Anys                                                                   |
| --------------------- | ----------- | -------- | ----- | ---------------------------------------------------------------------- |
| Elizabeth Ryan        | 12          | 0        | 12    | 1914, 1919, 1920, 1921, 1922, 1923, 1925, 1926, 1927, 1930, 1933, 1934 |
| Billie Jean King      | 4           | 6        | 10    | 1961, 1962, 1965, 1967, 1968, 1970, 1971, 1972, 1973, 1979             |
| / Martina Navrátilová | 0           | 7        | 7     | 1976, 1979, 1981, 1982, 1983, 1984, 1986                               |
| Suzanne Lenglen       | 6           | 0        | 6     | 1919, 1920, 1921, 1922, 1923, 1925                                     |
| Serena Williams       | 0           | 6        | 6     | 2000, 2002, 2008, 2009, 2012, 2016                                     |
| Venus Williams        | 0           | 6        | 6     | 2000, 2002, 2008, 2009, 2012, 2016                                     |
| Louise Brough         | 5           | 0        | 5     | 1946, 1948, 1949, 1950, 1954                                           |
| Margaret Osborne      | 5           | 0        | 5     | 1946, 1948, 1949, 1950, 1954                                           |
| Maria Bueno           | 5           | 0        | 5     | 1958, 1960, 1963, 1965, 1966                                           |
| Rosemary Casals       | 1           | 4        | 5     | 1967, 1968, 1970, 1971, 1973                                           |
| Pam Shriver           | 0           | 5        | 5     | 1981, 1982, 1983, 1984, 1986                                           |
| Nataixa Zvéreva       | 0           | 5        | 5     | 1991, 1992, 1993, 1994, 1997                                           |
| Doris Hart            | 4           | 0        | 4     | 1947, 1951, 1952, 1953                                                 |
| Darlene Hard          | 4           | 0        | 4     | 1957, 1959, 1960, 1963                                                 |
| / Helena Suková       | 0           | 4        | 4     | 1987, 1989, 1990, 1996                                                 |
| / Jana Novotná        | 0           | 4        | 4     | 1989, 1990, 1995, 1998                                                 |
| Gigi Fernández        | 0           | 4        | 4     | 1992, 1993, 1994, 1997                                                 |
| Hsieh Su-wei          | 0           | 4        | 4     | 2013, 2019, 2021, 2023                                                 |
| Helen Wills           | 3           | 0        | 3     | 1924, 1927, 1930                                                       |
| Simone Mathieu        | 3           | 0        | 3     | 1933, 1934, 1937                                                       |
| Shirley Fry           | 3           | 0        | 3     | 1951, 1952, 1953                                                       |
| Althea Gibson         | 3           | 0        | 3     | 1956, 1957, 1958                                                       |
| Cara Black            | 0           | 3        | 3     | 2004, 2005, 2007                                                       |
| Martina Hingis        | 0           | 3        | 3     | 1996, 1998, 2015                                                       |
| Kateřina Siniaková    | 0           | 3        | 3     | 2018, 2022, 2024                                                       |
| Peggy Saunders        | 2           | 0        | 2     | 1928, 1929                                                             |
| Phoebe Watson         | 2           | 0        | 2     | 1928, 1929                                                             |
| Freda James           | 2           | 0        | 2     | 1935, 1936                                                             |
| Kay Stammers          | 2           | 0        | 2     | 1935, 1936                                                             |
| Alice Marble          | 2           | 0        | 2     | 1938, 1939                                                             |
| Sarah Palfrey Cooke   | 2           | 0        | 2     | 1938, 1939                                                             |
| Karen Hantze          | 2           | 0        | 2     | 1961, 1962                                                             |
| Margaret Smith Court  | 1           | 1        | 2     | 1964, 1969                                                             |
| Kathy Jordan          | 0           | 2        | 2     | 1980, 1985                                                             |
| Rennae Stubbs         | 0           | 2        | 2     | 2001, 2004                                                             |
| Liezel Huber          | 0           | 2        | 2     | 2005, 2007                                                             |
| Barbora Krejčíková    | 0           | 2        | 2     | 2018, 2022                                                             |
| Barbora Strýcová      | 0           | 2        | 2     | 2019, 2023                                                             |